# Szendrői Lajos
Szendrői Lajos József (születési neve: Szabó Lajos) (Pest, 1850. január 16. – Budapest, 1919. szeptember 7.) magyar operaénekes (basszus).

## Életpályája
Iskoláit a budapesti kegyesrendi gimnáziumban végezte el. 1881–1884 között a Nemzeti Színház tagja volt. 1884–1912 között a Magyar Állami Operaház magánénekese volt.
Hatalmas terjedelmű hangja a legkülönbözőbb szerepkörökben egyaránt érvényesült. Színpadi karrierje mellett szűcsüzletet vezetett.

## Családja
Szülei Szendrői-Szabó János és Steiner Erzsébet, felesége Mayer Veronika volt.
Sírja a Farkasréti temetőben volt.

## Szerepei
- Wagner: Lohengrin – 4. brabanti nemes; 3. brabanti nemes; I. (Madarász) Henrik
- Verdi: Traviata – Grenvil
- Rossini: A sevillai borbély – Őrtiszt; Jegyző
- Meyerbeer: Hugenották – De Thou; Marcel
- Halévy: A zsidónő – Brogni; Herold
- Verdi: Az álarcosbál – Főbíró; Tom/Ribbing
- Meyerbeer: Ördög Róbert – 7. herold; Bertram
- Donizetti: Lucretia Borgia – Don Apostolo Gazella; Gubetta; Ascanio Petrucci
- Weber: A bűvös vadász – Kuno; Gáspár
- Wagner: Tannhäuser – Reinmar; Biterolf
- Mozart: Don Giovanni – A kormányzó; Leporello; Masetto
- Erkel Ferenc: István király – Levente; Gellért püspök; István király
- Ponchielli: Gioconda – Alvise Badoero; Egy szerzetes
- Meyerbeer: Az afrikai nő – Főinquisitor
- Verdi: Aida – A király; Ramfis
- Sárosi Ferenc: Atala – Don Lopez
- Verdi: Rigoletto – Ceprano gróf; Sparafucile
- Massenet: Heródiás - 6. kép – Marius
- Thomas: Hamlet – Horatio; A meghalt király szelleme
- Meyerbeer: Észak csillaga – Tseremeteff tábornok; Reynold mester
- Meyerbeer: A próféta – Zachariás
- Nessler: A säckingeni trombitás – Wildenstein gróf
- Gounod: Rómeó és Júlia – Escales
- Mozart: Figaro házassága – Antonio; Bartolo
- Rossini: Tell Vilmos – Fürst Walter
- Sárosi Ferenc: Abencerage – Don Manuel; Don Rodrigo
- Beethoven: Fidelio – Rocco
- Auber: A portici-i néma – Borella
- Mozart: A varázsfuvola – III. pap; Sarastro
- Massenet: Lahore királya – Indra
- Wagner: A nürnbergi mesterdalnokok – Hans Schwarz; Veit Pogner
- Goldmark Károly: Merlin – Glendower
- Verdi: Otello – Lodovico
- Schumann: Manfred – 4. szellem
- Erkel Ferenc: Hunyadi László – Czillei Ulrik
- Meyerbeer: Dinorah – Vadász
- Zichy Géza: A vár története – A várúr/A fehér asszony
- Kreutzer: A granadai éji szállás – Ambrozio
- Wagner: A Rajna kincse – Donner
- Wagner: A walkűr – Hunding
- Grisar: Jó éjt Pantalon úr – Pantalon
- Erkel Ferenc: Brankovics György – Székely György
- Gounod: Faust – Mefisztó
- Maillart: Villars dragonyosai – Lelkipásztor
- Wagner: A bolygó hollandi – Daland
- Nicolai: A windsori víg nők – Reich
- Bizet: Carmen – Zuniga
- Auber: Az ördög része – Fray Antonio főinquisitor
- Marschner: Templomos és zsidónő – Lucas de Beaumanoir
- Franchetti: Asrael – Lucifer
- Raimann Rezső: Sinan basa – Sinan basa
- Huber Károly: A víg cimborák – Pulykási
- Erkel Ferenc: Bánk bán – Petúr bán; Udvarmester; Biberach
- Liszt Ferenc: Szent Erzsébet legendája – Hermann
- Mihalovich Ödön: Királyhimnusz – Szólót énekel
- Hubay Jenő: Alienor – Büdik
- Wagner: Siegfried – Fafner
- Erkel Sándor: Hazánk – Az elhagyott legény
- Doppler Ferenc: Ilka és a huszártoborzó – Podagrássy Lázár
- Mihalovich Ödön: Toldi – Rozgonyi Pál
- Smetana: Az eladott menyasszony – Kecal
- Goldmark Károly: Sába királynője – Főpap
- Massenet: A navarrai lány – Remigio
- Hubay Jenő: A cremonai hegedűs – A podesta
- Spinelli: Az alsó révnél – Pascale
- Strauss: A denevér – Murray
- Verdi: A trubadúr – Ferrando
- Zichy Géza: Alár – Lestár
- Kienzl: A bibliás ember – A Szent Othmár kolostor kurátora
- Gluck: A rászedett kádi – A kádi
- Aggházy Károly: Maritta, a korsós madonna – Claudio
- Lehár Ferenc: Kukuska – Az uzloni sztaroszt
- Wagner: A medvebőrös – Fröhlich Melchior
- Farkas Ödön: Tetemrehívás – Tamás
- Erkel Ferenc: Sarolta – Főpap
- Charpentier: Louise – Rongyszedő
- Giordano: Fedora – Lorek
- Wagner: Trisztán és Izolda – Marke király
- Saint-Saëns: Sámson és Delila – Öreg zsidó
- Szabados Béla: Mária – Anasztáziusz
- Zichy Géza: Nemo – Jussuf bég
- Puccini: Bohémélet – Alcindoro
- Wagner: Az istenek alkonya – Hagen
- Leroux: A csavargó – Pierre gazda
- Mihalovich Ödön: Eliána – 1. aggastyán (bárd)
- Offenbach: Hoffmann meséi – Crespel tanácsos
- Zichy Géza: II. Rákóczi Ferenc – Esze Tamás